# TV Culinária
TV Culinária foi um programa de televisão brasileiro apresentado originalmente por Palmirinha Onofre. A atração ia ao ar de segunda à sexta, das 13h10 às 14h00, pela TV Gazeta. Sua última exibição pela emissora foi dia 29 de junho de 2012.

## História

### 1ª fase
Originalmente o TV Culinária era apenas como um quadro dos programas Mulheres e Pra Você, sendo apresentado por Palmirinha Onofre a partir de 14 de julho de 1997. Em 2000, devido a boa repercussão, passou a ser um programa solo, comandado por Palmirinha até 27 de agosto de 2010, quando a apresentadora desligou-se da emissora. Em seu último programa exibido, na sexta-feira dia 27 de agosto de 2010, a apresentadora se despediu rapidamente dos seus colegas de trabalho que ajudam a produzir a atração, e do público emocionando-se ao informar que esta seria a última edição. Os fãs da apresentadora ficaram indignados pois esperavam uma homenagem justa a apresentadora que tanto contribuiu com a emissora antes de decidir desligar-se.

### 2ª Fase
Em 30 de agosto de 2010 Viviane Romanelli estreia no comando do programa após o encerramento do BestShop TV. Após a saída de Viviane na emissora, o programa entrou em férias durante quatro meses – entre 28 de outubro de 2011 e 6 de fevereiro de 2012 – sendo que o horário foi ocupado pelo especial Delícias do Chef, apresentado pelo chef Allan Vila Espejo. Em 6 de fevereiro de 2012, o programa volta ao ar com novo cenário, novo site e nova apresentadora. Regiane Tápias assumia a atração. Em 21 de março de 2012, Regiane Tápias deixa o programa para se dedicar ao Revista da Cidade que estrearia no mês seguinte e é substituída por Marisy Idalino.  O programa ficou no ar até sexta-feira, 29 de junho de 2012. A meia hora do programa foi absorvida pelo Você Bonita de Carol Minhoto.

## Apresentadoras
- Palmirinha Onofre (4 de fevereiro de 2000 – 27 de agosto de 2010)
- Viviane Romanelli (30 de agosto de 2010 – 28 de outubro de 2011)
- Regiane Tápias (6 de fevereiro – 21 de março de 2012)
- Marisy Idalino (22 de março – 29 de junho de 2012)